# Robert Blunder

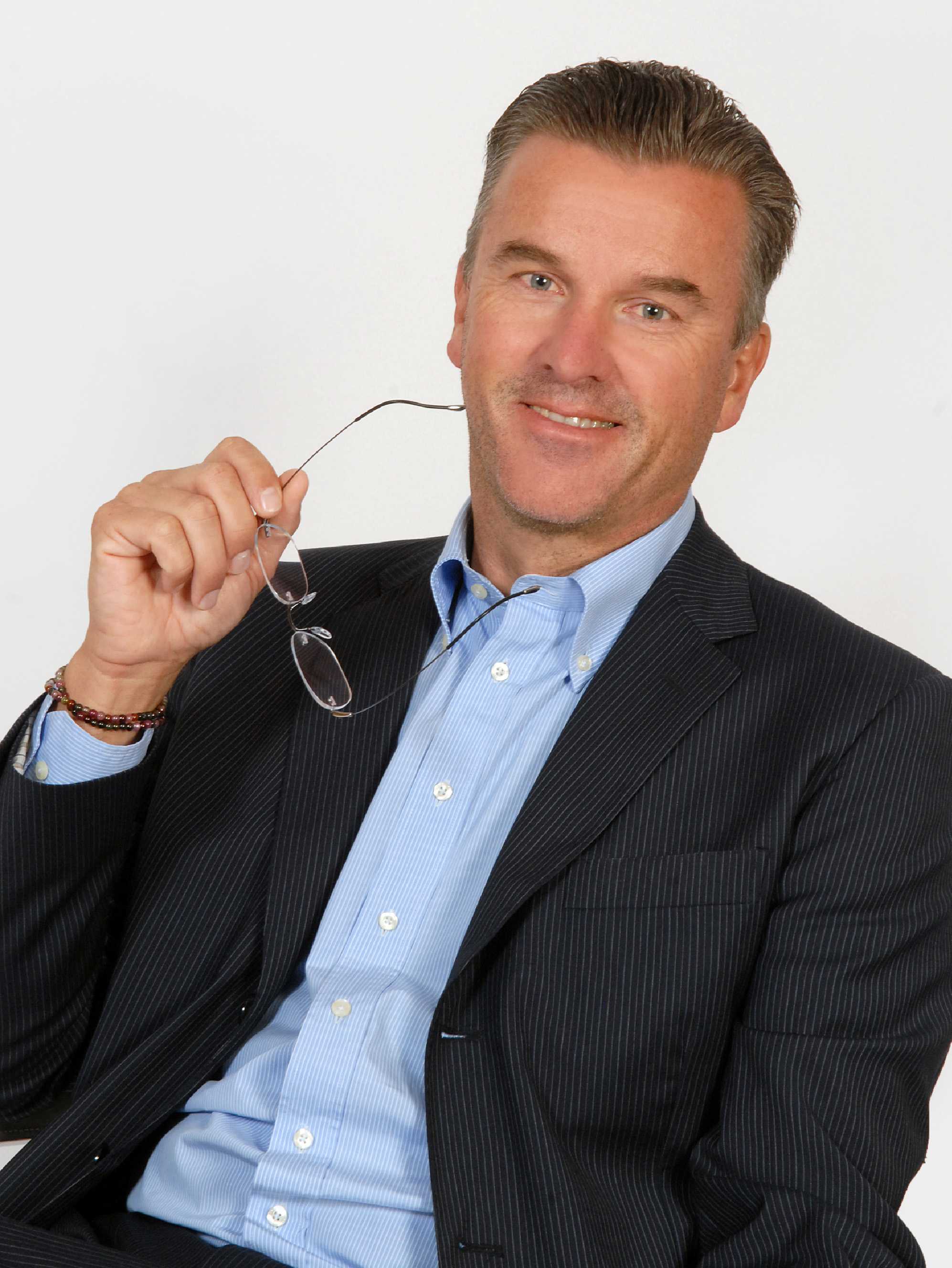
Robert Blunder, 2011

Robert Blunder (* 5. Juni 1957 in Kufstein) ist ein österreichischer Schriftsteller, Betriebswirt, Hochschullehrer (Professor a. D.) und Offizier (Oberst i. R.). Er schreibt auch unter dem Pseudonym „Robert Lundberg“ und seit neuestem als „Robert Bond“.

## Leben
Robert Blunder wuchs in Kufstein auf und absolvierte nach der Matura im Juni 1975 am BRG Wörgl beim Bundesheer eine Ausbildung zum Reserveoffizier, bevor er ab 1977 Betriebswirtschaft an der Universität Innsbruck studierte. Nach der Sponsion im Jahr 1982 folgte 1983 im Zuge eines Fulbright-Stipendiums ein Aufenthalt an der Harvard Business School. Er promovierte 1984 an der Universität Innsbruck.
Anschließend war er insgesamt dreimal im Einsatz bei den UN-Friedenstruppen auf den Golanhöhen (Syrien): 1983/84, 1993/94 und 1996/97. Zuletzt trug er den Dienstgrad Oberst (Ernennung mit 1. Juli 2001). Erfahrungen aus seinen UN-Einsätzen verfasste er in seinem 2000 beim Haymon Verlag erschienenen Roman Falken des Friedens, in dem er die Hauptfigur darstellt. Rezensiert wurde sein Roman von Vladimir Vertlib in der Wiener Zeitung und von Alfred Ohswald auf Buchkritik.at. Am 2. Juni 2013 war er in der ORF-Talkshow im Zentrum bei Ingrid Thurnher anlässlich der Beendigung der UNDOF-Ausbatt-Mission zu Gast.
Robert Blunder war seit 1982 in der Industrie- und Unternehmensberatung tätig. Von 1998 bis 1999 war er Hochschullehrer für Allgemeine Betriebswirtschaft und Organisation an der Fachhochschule Vorarlberg, von 2000 bis 2008 Dozent und Studienleiter an der Hochschule Liechtenstein (Fachbereich Wirtschaftswissenschaften). Von 2009 bis 2019 war er Professor für Betriebswirtschaftslehre mit Fokus auf Internationales Management und insbesondere Schlüsselkompetenzen an der FOM – Fachhochschule für Oekonomie und Management, am Standort München.
Von 2004 bis 2006 hat Robert Blunder die Ausbildung Hochschuldidaktik an der Universität St. Gallen berufsbegleitend absolviert und erfolgreich abgeschlossen. Von 2013 bis 2017 trug er im Rahmen des Kursangebotes von ProfiLehrePlus an der Universität der Bundeswehr München zur hochschuldidaktischen Weiterbildung der Lehrenden bei.
Von 2020 bis 2023 war Robert Blunder im HQ EUFOR in Sarajevo, Bosnien-Herzegowina, tätig; er unterrichtet am Peace Support Operations Training Center (PSOTC).

## Werk
Literarische Veröffentlichungen
- Ein Leben so lang, Erzählungen. 2. verbesserte Auflage, Independently published 2022. ISBN 979-8-36088811-6.
- Himmel oder Hölle, Novelle. 2. verbesserte Auflage, Independently published 2022. ISBN 979-8-36024893-4.
- Der Atem des Wassers. Roman, Tanzkrimi. 4. verbesserte Auflage, Independently published 2022. ISBN 979-8-36179160-6
- Falken des Friedens. Roman. Haymon Verlag, Innsbruck 2000 [1. Aufl. 2013]. ISBN 3-85218-323-5. 2023 Ausgabe als Taschenbuch. ISBN 978-3-85218-323-7.

Literarische Beiträge
- Genesis – eine Erfindung der Welt. In: 2084. Schönes neues Landleben. 20 visionäre Kurzgeschichten. Landwirtschaftsverlag Münster, 2012, ISBN 978-3-7843-5201-5.
- Saat des Zorns. In: Torso. Zeitschrift für Literatur. Winter 2011, ISSN 0944-520X.
- Himmel oder Hölle. In: Leben in der Stadt. Literaturpreis des Bezirks Schwaben 2008. Hg. von Peter Fassl. Augsburg: Wißner-Verlag 2008, ISBN 978-3-89639-676-1
- Die Schwarze Onyx. In: Cordelia Borchardt, Andreas Hoh (Hrsg.): Die Uhr läuft ab. Die besten Einsendungen zum Agatha-Christie-Krimipreis 2009. Fischer Verlag, Frankfurt 2009, ISBN 978-3-596-18386-9.
- Roland und der Traum vom Zirkusclown. In: Liechtensteiner Volksblatt (Hrsg.): 55 Abenteuergeschichten aus Liechtenstein. GMG-Verlag, Schaan 2006, ISBN 3-906264-52-1.
- Das Geschenk vom Christkind. In: Jens Dittmar (Hrsg.): Winter in Liechtenstein. 2. Bd. van Eck Verlag, Triesen 2004, ISBN 3-905501-74-0.
- Schattenriss. In: Procap Schweizerischer Invaliden-Verband (Hrsg.): Geschichten mit Handicap. Friedrich Reinhardt Verlag, Basel 2004, ISBN 3-7245-1340-2.

Preise
- 2004: 1. Preis beim Schreibwettbewerb der Tageszeitung Liechtensteiner Vaterland für die Weihnachtskurzgeschichte Das Geschenk vom Christkind[12]
- 2008: 1. Preis beim Schwäbischen Literaturpreis für einen Auszug aus der Novelle Himmel oder Hölle[13]
- 2009 und 2010: Ehrenerwähnungen beim Internationalen Autorenwettbewerb von WriteMovies.com (Los Angeles, USA) mit Die Saat des Zorns[14] bzw. Das Gewicht des Gewissens[15]
- 2010: Preis der Jury beim 12. Autorenwettbewerb „Im Auge des Taifuns“ der Schwabenakademie Irsee (Irseer Pegasus vom 3.–5. Januar 2010) für die Kurzgeschichte Die Goldene Regel[16]
- 2011: Torso-Literaturwettbewerb „Lust“, lobende Erwähnung für die Kurzgeschichte Saat des Zorns. Literatur-Zeitschrift Torso, Ausg. 20, Winter 2011.[17]

## Ehrenamt

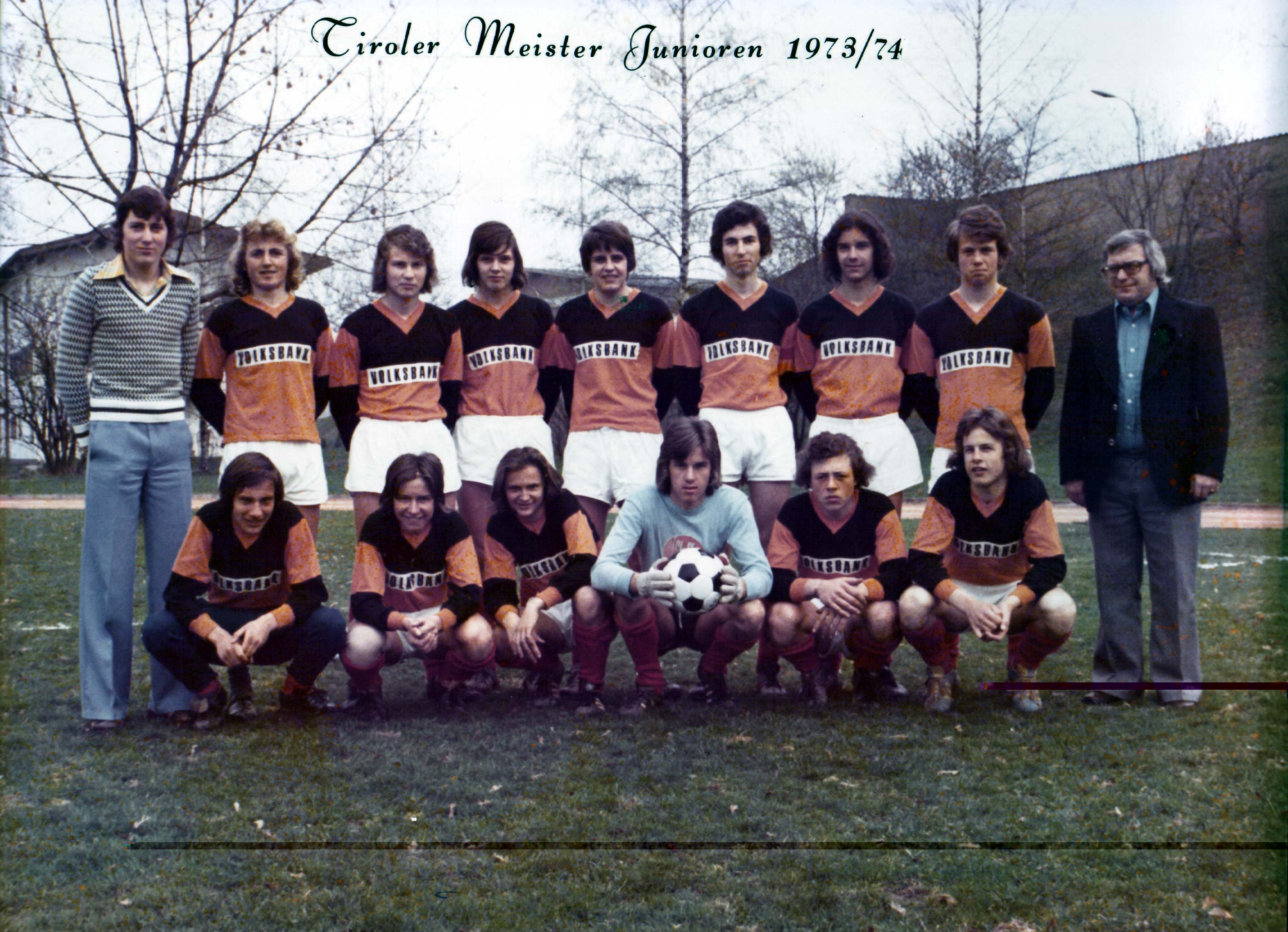
Junioren-Mannschaft SC Kufstein der Saison 1973–74

- Österreichische Wasserrettung, Einsatzstelle Kufstein, Gründungsmitglied, 1977,
- Gründungsmitglied des FC Kufstein im Jahr 1987, der aus einer Fusion der beiden Kufsteiner Fußball-Vereine SC und ESV Kufstein entstand. Robert Blunder war als Torwart Mitglied der Juniorenmannschaft des SC Kufstein, die in der Saison 1973/74 den Tiroler Junioren-Meistertitel durch einen 2:0-Sieg im Finale gegen Wacker Innsbruck errang.
- Salseros Latin Club Kufstein, Gründungsmitglied, 2006
- Kunst-Jury der Stadt Kufstein, Mitglied 2020 und 2023